# Ференц Чонгради
Ференц Чонгради (мађ. Csongrádi Ferenc; Апацаторна, 29. март 1956) је бивши мађарски фудбалер који је играо на професионалном и међународном нивоу као везни играч.

## Каријера

### Клуб
Рођен у Апацаторни, Чонгради је играо клупски фудбал за Видеотон.
У Видеотон је дошао као млад играч и већ је за кратко време био у резервном тиму. У јесен 1974. дебитовао је у првом тиму на стадиону Илеи ут против Ференцвароша (2 : 3), ушао је као замена у 24. минуту. Постигао је свој први гол на утакмици против МТК-ВМ (1 : 1). Са 20 година умало је морао да прекине са активним спортом због тешке повреде кичме, али је прихватио ризичну операцију и великом снагом воље вратио се на прву линију. Био је вођа тима који је освојио сребрну медаљу Купа УЕФА 1984/85. Постигао је два гола против ПСЖ-а (4 : 2) у Паризу. У финалу у Мадриду играо је повређен, а његов тренер је имао разумевање и није му одузео прилику да игра на овако важној утакмици. Морао је да буде замењен у 58. минуту, колено му је крварило од напрезања и натекло до величине ципеле.
Године 1987. клуб из Секешфехервара није потписао уговор са њим. Одиграо је по сезону у Ђеру и Веспрему у мађарској првој лиги. Активну спортску каријеру завршио је у аустријском покрајинском првенству.

### Репрезентација
Између 1976. и 1984. године за репрезентацију Мађарске је одиграо 24 утакмице. Као стандардни члан прве једанаесторице играо је на Светском првенству у фудбалу 1982. године.

### Тренер
Између 1991. и 1998. радио је у Фехервару. Прво као тренер омладинаца, а затим од пролећа 1998. као селектор првог тима успевао је да се избори за опстанак у првенству. Од 1999. постао је главни тренер Газера. Такође је радио за тим Матав ШК Шопрон.
Био је директор развоја омладине у Видеотоновој фудбалској фондацији.
У лето 2014. године именован је за професионалног директора Дунаујварош Палхалма ШЕ, помажући у раду главног тренера.

## Достигнућа
Вашаш
- Прва лига Мађарске у фудбалу: 
  - други: 1975/76
- Куп Мађарске у фудбалу:
  - финалиста: 1981/82
- УЕФА Лига Европе:
  - финалиста: 1984/85,